# Cal Jaume de la Competència
Cal Jaume de la Competència és una casa a la vila de Sallent (Bages) catalogada l'Inventari del Patrimoni Arquitectònic de Catalunya. L'edifici consta de planta baixa i tres pisos. La planta baixa consta de tres portals dos utilitzats per accés a dos comerços, l'altre per accedir als pisos d'habitatge. El primer pis és la part noble de l'edifici, i exteriorment està marcat per un balcó que va d'una punta a l'altra de la façana, i en els angles comença una pilastra adossada feta de pedra, mentre que la resta no se sap per estar actualment coberta per una arrebossat. Sobre la porta del balcó del mig hi ha encastat un escut nobiliari de la família Xipell.
Aquesta família Xipell, antiga propietària de l'edifici vivia a Sallent a principis de segle xviii i era partidària dels Borbons. Durant la Guerra de Successió Espanyola la seva casa fou saquejada pels vilatans i pels filipistes. S'ha suposat que aleshores la família fou ennoblida i construí aquest gran casal. Avui no pertany a la família originària.